# Voldemārs Mežgailis
Voldemārs Mežgailis (també Voldemar Mezgailis o Mezhgailis; Raion de Limbažu, Imperi Rus, 22 d'abril de 1912 - Riga, 1 de juny de 1998) fou un mestre d'escacs letó.

## Resultats destacats en competició
El 1934, fou 8è al Campionat d'escacs de Letònia a Riga (els campions foren Fricis Apšenieks i Vladimirs Petrovs). El juny de 1944, a les acaballes de la II Guerra Mundial va aconseguir proclamar-se campió de Letònia. i repetí el resultat novament el 1950.

### Participació en competicions per equips
Mežgailis va representar dos cops Letònia a les olimpíades d'escacs: a la III olimpíada no oficial el 1936 a Múnic (al sisè tauler, +4 –5 =1), i a la 7a Olimpíada a Estocolm 1937 (al tercer tauler, +2 –6 =7).